# Unitat Educativa amb Currículum Propi
Una Unitat Educativa amb Currículum Propi és una modalitat d'escolarització de les Illes Balears per alumnes amb discapacitat psíquica, trastorns greus del desenvolupament o discapacitat motriu severa, amb suport molt individualitzat i específic, i adaptacions curriculars significatives.
En centres ordinaris per a les etapes d'escolarització obligatòria, en centres sostinguts amb fons públics, tracta de donar resposta a les necessitats educatives d'aquell alumnat amb discapacitats greus que, tot i les adaptacions curriculars significatives que es puguin determinar, no pot compartir el currículum ordinari però que pot desenvolupar capacitats bàsiques de comunicació, i d'integració social.

## Destinataris i condicions d'assistència
L'alumnat d'una unitat educativa té els mateixos drets que la resta de l'alumnat a l'ús de les instal·lacions del centre i a accedir als serveis bàsics, així com a participar de totes aquelles activitats que, dins l'horari escolar afavoreixin el seu desenvolupament personal i social. L'adscripció dels alumnes a aquesta unitat educativa està condicionada a la realització prèvia d'una avaluació psicopedagògica per determinar les necessitats educatives especials associades a:
- Discapacitat psíquica moderada amb trastorn de personalitat o sense
- Trastorns greus del desenvolupament
- Discapacitat motriu severa.
- Plurideficiències.

Que han de quedar reflectides al corresponent dictamen, el qual ha d'incloure la modalitat d'escolarització esmentada.